# شمرة مزروعة
الشمرة المزروعة (باللاتينية: Foeniculum subinodorum) نوع نباتي ينتمي إلى جنس الشمرة من الفصيلة الخيمية.